# Callitriche christensenii
Callitriche christensenii är en grobladsväxtart som beskrevs av Erling Christophersen. Callitriche christensenii ingår i släktet lånkar, och familjen grobladsväxter. Inga underarter finns listade i Catalogue of Life.